# Orant

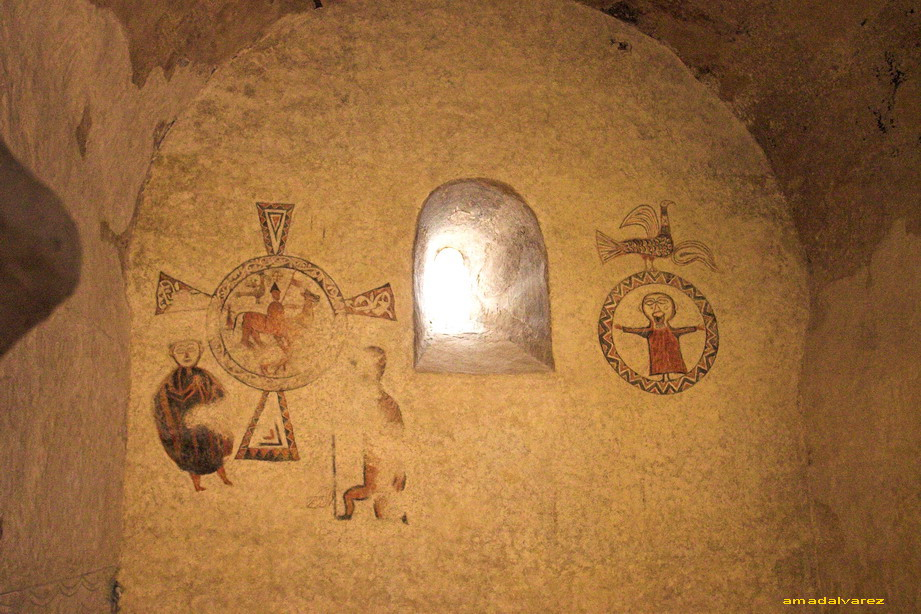
Pintures preromàniques de Pedret (Sant Quirze de Pedret). Orant

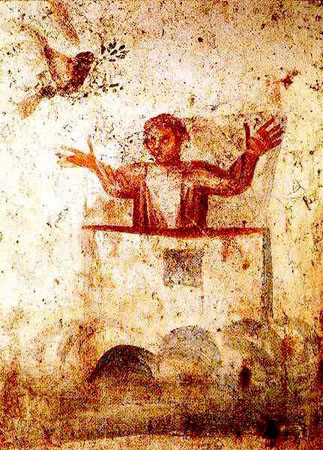
Orant que representa Noè

L'orant és una representació d'una figura humana amb els braços estesos, en actitud de pregària, freqüent en l'art paleocristià.

## Símbol del cristianisme
Orant és una figura de l'art amb els braços estesos o corporal actitud de pregària, generalment de peu, amb els colzes enganxats als costats del cos i amb les mans esteses cap als costats, els palmells cap amunt. Era comú en el cristianisme primerenc i sovint es pot veure en l'art paleocristià. En els temps moderns, la posició orant es conserva en algunes parts de la luterana ortodoxa, i les litúrgies catòliques, el culte pentecostal i carismàtic, i les pràctiques ascètiques d'alguns grups religiosos. La postura orant va ser practicada pels pagans i pels jueus abans de la seva adopció pels primers cristians. Els cristians van veure la posició com a representant de la postura de Crist a la Creu, per la qual cosa era la forma de pregar preferida dels primers cristians. Fins al segle novè, la postura va ser adoptada de vegades per les congregacions senceres mentre celebrava l'Eucaristia. Al segle xx, però, la unió de les mans van començar a reemplaçar a la postura orant com la posició preferida per a la pregària. Va continuar sent utilitzat en certs punts en les litúrgies de les Esglésies Catòlica i Ortodoxa. A la missa catòlica, es produeix en les oracions, el cànon, i l'Oració del Senyor.